# الدور الأعلى (رواية)
الدور الأعلى هو عنوان رواية للكاتب السعودي محمد عزيز العرفج صدرت في عام 2011م في بيروت.

## نبذة عن مضمون الرواية
رواية الدور الأعلى هي رواية سياسية 
من المدرسة الواقعية كتبت بلغة ذاتية، وقعت مشاهدها في المدن: صنعاء - عدن - الرياض، وتتعرض الرواية للفساد والعديد من المظاهر السياسية، وتدور أحداثها حول مشاعر «سعود الخير الله» بطل الرواية الذي يجسّد صورة المثقف العربي الذي ينتمي للطبقة الكادحة ليواجه صدمات البطالة وكذلك الفساد الإداري والمالي والجهل المركّب من قبل الطبقة الأرستقراطية المتمثلة في شخوص الرواية: رئيس المبنى وبطانته مثل «مشاور الدايم» و «مرعي الكير»، وعلاقة سعود الخير الله بعدة شخصيات من الطبقتين وذلك في إطار يجمع بين دلالات سياسية وثقافية يدركها المثقف النخبوي بجانب تثقيف القارئ البسيط من خلال طرح تأملات البطل في الأحداث التي عاشها في كل المدن، لا سيّما مدينة عدن التي تعني الكثير لبطل الرواية من جهة الأحداث التاريخية والمذابح التي شَهدتها هذه المدينة. وقد أخذت الرواية اهتمام عدد من النقّاد والمهتمّين بعد أن نشر مقاطع منها في ملاحق ثقافية قبل صدورها لتواكب الربيع العربي، كما نظم لها نادي القصة في اليمن أمسية نقدية بعنوان «الرواية السعودية المعاصرة رواية الدور الأعلى نموذجاً».

## اقتباس من الرواية
| الدور الأعلى (رواية) | أشعلوا نيرانهم في طريق حياتي. لا لتدفئتها مثلما يفعل الآباء بأبنائهم، والإخوة باخواتهم، والأصدقاء بأصدقائهم. أشعلوا نيرانهم لحرق طموحاتي البسيطة، وتطلعاتي الشابة، كنت أحاول جاهداً إخماد نيرانهم بمواهبي. لكن نيرانهم تضطرم عالياً علو الأسوار حولي. إنها نيران الحقد والحسد. نيران الجشع والغطرسة.. نيران امتزجت بعلقم الكلام والفعل. من أين لهم كل هذا؟ كم تجرّعت من كؤوسهم التي فاق مرّها مرارات الحنظل، وكم تجرعت من تلك الأمرار بلساني الحالي حتى سالت مقلتاي. حاولت أن أتقي تلك النيران وربي. لكنها أحاطت بي من كل الجوانب، لطالما توغّلت في غابتهم المشتعلة لأصل إلى نهر الأمان، ويجرفني بعيداً عنها، حين تلعق أياديه الآمنة حروقي التي لم تخمد بعد، توغّلت في غابتهم إلا أنني وجدت حطباً أكثر. ظننتها كوابيس نوم ثقيل من بعد وجبةٍ كاملة الدسم، فأردت أن أبتلع كلتا يدي لأتقيأ الطعام الذي لم تمضغه معدتي، لأنجو وأنا داخل معمعتها. أردت أن أقرص نفسي في موضع الحرق لأنجو من النوم الراقد فوق صدري كرقدة التنّين، لأنجو إلى عالمٍ طبيعي يعجّ بالمارة المسالمين الأسوياء الذين يلقون تحيات الصباح والمساء، أو أن أقرص نفسي فأموت ميتة العقرب حين تحيط به النار كما هو حالي في الساحة أشاروا لي ثلاثتهم وعلى رأسهم مرعي الكير، إلى ذلك الشخص المعوق الذي أعاقته إحدى سيارات"الإنجيز"الصيف الماضي، فجعلته أسير عاهة ترنّحه شمالاً ويميناً. معقوف الكفّين مثل دفتي الميزان، يقفز كالفارس ممتطياً ظهر الأرض الصلب، بحركاتٍ موزونة التكرار، وحين يتوقف في أحد أركان ساحة العروض يفرد ذراعيه ليتمطّى كأنه طير لا يقدر على ضم جناحيه أثناء تحليقه في السماء متحرّراًً من عبودية الأرض. الذين يراجعون المباني الكبيرة والصغيرة. تفوح من أوراقهم رائحة الخيانة والحرام! مبان لا رقابة عليها. بعيدة عن عيون الإدارة. المراقب فيها مرتشٍ. هذا هو السر الذي حاولوا أن يكتموه عني، هذا هو الذي لم أفهمه منذ البداية طوال تلك السنين. عرفت لماذا هم حريصون على إنهاء الأوراق بأقصى سرعة أكثر من غيرها من المعاملات؟ عرفت لماذا كانوا خائفين مني؟ عرفت لماذا كانوا يكرهونني ويؤذونني؟ لأنني لم أفهم لعبتهم! لأنني لم أكن مثله! عرفت لماذا لا يريدونني أن أحتكّ بالشارع اليمني، مع أنهم يفعلون ما هو أكثر من ذلك؟ عرفت لماذا كانوا يقولون انني لا أعرف كيف أمثلهم! عرفتُ لماذا كانوا يحاولون إخافتي من رجال الأمن السياسي، مثلما يخوّف الطفل من الغول! سأتركهم وقد ينسج عقلي بأفكاره خيوطاً شفقية من الابتسامة المفعمة بالحلم المتعلّق بالأمل، التي تضفي على النفس المزيد من الصبر، وتساعدها في الارتحال الروحي العميق، مكسوة بالودّ والتحنان المزيّن بالحب المثالي النابض والمواسي لأي ونين يقبل نحو النفس، ويريد إضفاء الجراح بخفية، حتى تغدو الدنيا مليئة بألوان الظلال الحزين! | الدور الأعلى (رواية) |